# Palazzo Sozzini-Malavolti
Il Palazzo Sozzini Malavolti è un edificio storico di Siena situato in via di Pantaneto.

## Storia e descrizione
Appartenne alla famiglia senese dei conti Sozzini, da cui si distinse il noto teologo Lelio Sozzini. La residenza risale al XV secolo, pur avendo subìto una massiccia ricostruzione nel XVIII secolo; inoltre, nel XIX secolo, a opera dell'architetto Agostino Fantastici ha accolto l'impianto di un giardino ispirato alle leggi artistiche del Neoclassicismo; a quest'epoca risalgono anche i numerosi soffitti affrescati da Luigi Ademollo.
Il palazzo era proprietà di un Ente pubblico non territoriale ma è stato apportato ad un Fondo Immobiliare di beni dello stato nel 2004. Attualmente è un immobile vuoto, con una parte vincolata ad un percorso museale definito dalla Soprintendenza per gli arredi che vi sono stati conservati.